# Roberto Ulloa
Roberto Augusto Ulloa (Pigüé, 1 de marzo de 1924-Buenos Aires, 8 de diciembre de 2020) fue un militar y político argentino, gobernador de la provincia de Salta en dos períodos, 1977-1983 y 1991-1995. Su hijo es Álvaro Ulloa de la Serna que supo ser concejal y fue denunciado ante la Fiscalía N 4 por "usurpación de título de abogado".

## Biografía

### Carrera militar
Estudió la carrera militar en la Armada Argentina, donde llegó al rango de capitán de navío siendo su último cargo el de director de la Escuela Naval Militar en 1972. Se retiró del servicio activo en 1973. Fue comandante del balizador ARA Alférez Mackinlay y de las fragatas ARA Santísima Trinidad (1957) y Piedra Buena (1966).

### Gobernador de facto (1977-1983)
En 1977, fue nombrado gobernador de la provincia de Salta por el presidente de facto Jorge Rafael Videla. El 18 de diciembre de 1979 firmó un Convenio de Límites Interprovinciales con el gobernador de Santiago del Estero por el que se delimitó completamente la frontera entre ambas provincias. Renunció a la gobernación en febrero de 1983.
Ha sido señalado como responsable de violaciones a los derechos humanos cometidas durante la dictadura militar de 1976-1983. Durante su gobernación de facto se produjeron varias desapariciones forzadas, por las que fue investigado por la justicia.

### Gobernador en democracia (1991-1995)
En octubre de 1982 Ulloa funda el Partido Renovador de Salta, por el cual resultó elegido gobernador para el período 1991 - 1995. Su segundo mandato como gobernador estuvo plagado de problemas. Se produjeron numerosas huelgas de maestros, empleados estatales, etc. La oposición peronista, con mayoría en la Legislatura, bloqueó sus proyectos de reforma.

### Después de la gobernación (1995-2020)
Luego de la derrota del PRS en las elecciones de 1995, fue elegido tercer Senador Nacional gracias a la reforma de 1994. Cumplió su mandato como senador nacional hasta el diez de diciembre de 2001, siendo sucedido por Ricardo Gómez Diez de su mismo partido.
En 2007 renunció al PRS, en repudio a la alianza de este partido con el Frente para la Victoria (una extensión del Partido Justicialista).

### Juicios por crímenes de lesa humanidad
El exgobernador de facto y capitán de la Armada (RE) Roberto Ulloa negó que en Salta haya habido represión durante la última dictadura, al declarar en el juicio por el secuestro y posterior desaparición del arquitecto Ramón Gerardo “Chicho” Gallardo, en el marco de la denominada Megacausa de la UNSa. Durante la gestión de Ulloa se produjeron en Salta cinco desapariciones, entre ellas la del arquitecto Gallardo, ocurrida el 5 de agosto de 1976.
En  2006, el juez federal Miguel Medina dispuso investigar a Ulloa y Oscar Folloni por encubrimiento, omisión de denuncia e incumplimiento de los deberes de funcionario público en el marco del secuestro y la desaparición del escribano Aldo Melitón Bustos en 1978. Finalmente fue procesado.
El 30 de abril de 2012  el juez federal Miguel Medina lo indagó por falso testimonio en los expedientes de Aldo Melitón Bustos y de Gerardo Gallardo. En su requerimiento, el fiscal marcó contradicciones en las que incurrió Ulloa en la instrucción y el debate oral.

### Fallecimiento
Falleció el 8 de diciembre de 2020 en la Ciudad Autónoma de Buenos Aires, cerca de la medianoche, lugar donde vivía desde hace unos años atrás. Fue homenajeado por actores políticos de distintos colores como el gobernador salteño Gustavo Sáenz, Gladys Moisés, la presidenta del PRO salteño, Cristina Fiore, la presidenta del PRS, y  Carlos Folloni, hijo de Jorge Oscar Folloni, quien había sido diputado nacional por el PRS.